# Collegio di Cumbernauld, Kilsyth and Kirkintilloch East
Cumbernauld, Kilsyth and Kirkintilloch East è stato un collegio elettorale scozzese della Camera dei comuni del Parlamento del Regno Unito. Eleggeva un membro del Parlamento con il sistema maggioritario a turno unico. Il collegio è stato abolito nel 2024 in occasione della revisione periodica.
Con 38 lettere (più una virgola e quattro spazi), Cumbernauld, Kilsyth and Kirkintilloch East aveva il nome più lungo tra tutti i collegi fino al 2024.

## Estensione
Il collegio si trovava nella parte settentrionale del Lanarkshire Settentrionale e copriva anche una piccola parte orientale e settentrionale del Dunbartonshire Orientale. La parte occidentale del collegio, principalmente rurale, includeva Lennoxtown, Milton of Campsie, Twechar e le colline Campsie si univano a est e sud con i ward orientali di Kirkintilloch e le città di Cumbernauld e Kilsyth. Queste ultime due aree costituivano un collegio, prima dell'unificazione del 2000.
La nuova città di Cumbernauld si trova a circa 15 miglia a nord-est di Glasgow.

## Membri del Parlamento
| Elezione | Elezione        | Deputato         | Partito          |
| -------- | --------------- | ---------------- | ---------------- |
|          | 2005            | Rosemary McKenna | Laburista        |
| 2010     | Gregg McClymont |                  | Laburista        |
|          | 2015            | Stuart McDonald  | SNP              |
|          | 2024            | Collegio abolito | Collegio abolito |

## Risultati elettorali

### Elezioni negli anni 2010
| Partito                    | Partito                          | Candidato                  | Risultati 12 dicembre 2019 | Risultati 12 dicembre 2019 |
| Partito                    | Partito                          | Candidato                  | Voti                       | %                          |
| -------------------------- | -------------------------------- | -------------------------- | -------------------------- | -------------------------- |
|                            | SNP                              | Stuart McDonald            | 24 158                     | 52,88                      |
|                            | Laburista                        | James McPhilemy            | 11 182                     | 24,48                      |
|                            | Conservatore                     | Roz McCall                 | 7 380                      | 16,15                      |
|                            | Lib Dem                          | Susan Murray               | 2 966                      | 6,49                       |
|                            |                                  |                            |                            |                            |
| Iscritti                   | Iscritti                         | Iscritti                   | 66 079                     | 100,00                     |
| ↳ Votanti (% su iscritti)  | ↳ Votanti (% su iscritti)        | ↳ Votanti (% su iscritti)  | 45 686                     | 69,14                      |
| ↳ Astenuti (% su iscritti) | ↳ Astenuti (% su iscritti)       | ↳ Astenuti (% su iscritti) | 20 393                     | 30,86                      |
|                            |                                  |                            |                            |                            |
|                            | Esito: collegio confermato a SNP |                            |                            |                            |

| Partito                    | Partito                          | Candidato                  | Risultati 8 giugno 2017 | Risultati 8 giugno 2017 |
| Partito                    | Partito                          | Candidato                  | Voti                    | %                       |
| -------------------------- | -------------------------------- | -------------------------- | ----------------------- | ----------------------- |
|                            | SNP                              | Stuart McDonald            | 19 122                  | 43,62                   |
|                            | Laburista                        | Elisha Fisher              | 14 858                  | 33,90                   |
|                            | Conservatore                     | Stephen Johnston           | 8 010                   | 18,27                   |
|                            | Lib Dem                          | Rod Ackland                | 1 238                   | 2,82                    |
|                            | UKIP                             | Carl Pearson               | 605                     | 1,38                    |
|                            |                                  |                            |                         |                         |
| Iscritti                   | Iscritti                         | Iscritti                   | 59 555                  | 100,00                  |
| ↳ Votanti (% su iscritti)  | ↳ Votanti (% su iscritti)        | ↳ Votanti (% su iscritti)  | 43 833                  | 73,60                   |
| ↳ Astenuti (% su iscritti) | ↳ Astenuti (% su iscritti)       | ↳ Astenuti (% su iscritti) | 15 722                  | 26,40                   |
|                            |                                  |                            |                         |                         |
|                            | Esito: collegio confermato a SNP |                            |                         |                         |

| Partito                    | Partito                                  | Candidato                  | Risultati 7 maggio 2015 | Risultati 7 maggio 2015 |
| Partito                    | Partito                                  | Candidato                  | Voti                    | %                       |
| -------------------------- | ---------------------------------------- | -------------------------- | ----------------------- | ----------------------- |
|                            | SNP                                      | Stuart McDonald            | 29 572                  | 59,88                   |
|                            | Laburista                                | Gregg McClymont            | 14 820                  | 30,01                   |
|                            | Conservatore                             | Malcolm MacKay             | 3 891                   | 7,88                    |
|                            | Lib Dem                                  | John Duncan                | 1 099                   | 2,23                    |
|                            |                                          |                            |                         |                         |
| Iscritti                   | Iscritti                                 | Iscritti                   | 67 095                  | 100,00                  |
| ↳ Votanti (% su iscritti)  | ↳ Votanti (% su iscritti)                | ↳ Votanti (% su iscritti)  | 49 382                  | 73,60                   |
| ↳ Astenuti (% su iscritti) | ↳ Astenuti (% su iscritti)               | ↳ Astenuti (% su iscritti) | 17 713                  | 26,40                   |
|                            |                                          |                            |                         |                         |
|                            | Esito: collegio passa da Laburista a SNP |                            |                         |                         |

| Partito                    | Partito                                | Candidato                  | Risultati 6 maggio 2010 | Risultati 6 maggio 2010 |
| Partito                    | Partito                                | Candidato                  | Voti                    | %                       |
| -------------------------- | -------------------------------------- | -------------------------- | ----------------------- | ----------------------- |
|                            | Laburista                              | Gregg McClymont            | 23 549                  | 57,23                   |
|                            | SNP                                    | Julie Hepburn              | 9 794                   | 23,80                   |
|                            | Lib Dem                                | Rod Ackland                | 3 924                   | 9,54                    |
|                            | Conservatore                           | Stephanie Fraser           | 3 407                   | 8,28                    |
|                            | Socialista                             | Willie O'Neill             | 476                     | 1,16                    |
|                            |                                        |                            |                         |                         |
| Iscritti                   | Iscritti                               | Iscritti                   | 63 996                  | 100,00                  |
| ↳ Votanti (% su iscritti)  | ↳ Votanti (% su iscritti)              | ↳ Votanti (% su iscritti)  | 41 150                  | 64,30                   |
| ↳ Astenuti (% su iscritti) | ↳ Astenuti (% su iscritti)             | ↳ Astenuti (% su iscritti) | 22 846                  | 35,70                   |
|                            |                                        |                            |                         |                         |
|                            | Esito: collegio confermato a Laburista |                            |                         |                         |

## Risultati dei referendum

### Referendum sulla permanenza del Regno Unito nell'Unione europea del 2016
|        | Collegio                                    | Lasciare UE % | Rimanere in UE % |
| ------ | ------------------------------------------- | ------------- | ---------------- |
|        | Cumbernauld, Kilsyth and Kirkintilloch East | 37,9%         | 62,1%            |
| Scozia | 38,0%                                       | 62,0%         |                  |
|        | Regno Unito                                 | 51,9%         | 48,1%            |